# Стів Гаррінґтон
Стів Гаррінґтон — персонаж телешоу Netflix «Дивні  дива», якого зобразив Джо Кірі . На початку серіалу персонаж виступає як типовий непривабливий спортсмен, однак Стів виріс у більш турботливого персонажа в міру розвитку шоу, розвиток, який отримав широке визнання як критиків, так і шанувальників, і призвів до того, що він став одним із найулюбленіших у шоу. тривалих персонажів, і вважається проривним персонажем серіалу. Спочатку як частина повторюваного акторського складу, Кірі був підвищений до основного акторського складу в другому сезоні. Стів — побічний антагоніст, який перетворився на головного героя в кінці 1 сезону, і один з головних героїв 2 сезону, 3 сезону і 4 сезону .

## Біографія персонажа

### 1 сезон
Спочатку Стів зображений як стереотипний популярний спортсмен 1980-х років, антагоніст і неприємний старшокласник. Його батьки багаті, але стосунки з батьком в нього погані. Його мати не довіріє свому чоловіку, тому усюди їздить з ним. Вони рідко бувають вдома. Стів зустрічався з Ненсі Вілер, але після того, як він переслідував Джонатана Баєрса та зламав його камеру, Ненсі зблизилася з Джонатаном. Стів ображає Джонатана та його родину і починається бійка, але Джонатан перемагає. Стів розуміє, що поводив себе неправильно і ігнорує своїх колишніх «друзів». Подорожуючи до дому Баєрсів, щоб вибачитися, він бере участь у боротьбі з Ненсі та Джонатаном проти Демогоргона, яку вони перемагають. Наприкінці сезону Ненсі і Стів купують Джонатану нову камеру. Стів продовжує свої стосунки з Ненсі.

### 2 сезон
Стосунки Стіва з Ненсі стають напружені, і він розлучається з нею після того, як вона не каже, що кохає його. Він розмовляє з нею після її п'яної тиради на вечірці, де вона називає їхні стосунки фальшивими. Стів також стикається з Біллі Гарґроувом, новим учнем школи, який прагне стати новим шкільним королем. Стів зв'язується з Майком Вілером і його друзями після того, як Дастін просить його допомогти знайти його «домашнього улюбленця» Д'Артаньяна, не підозрюючи, що це демопес. Стів і Дастін зближуються, оскільки він пояснює Дастіну як розмовляти з дівчатами, і незабаром Стів також бере під своє крило Майка, Лукаса і Макс (зведену сестру Біллі). Стів захищає дітей, коли Демодоги починають спустошувати Хокінса, даючи Одинадцять та Джиму Хопперу час, щоб закрити ворота до Навиворіт, а Віллу Баєрсу вигнати Ловця розуму з його тіла. Він також захищає дітей від Біллі і втрачає свідомість під час бійки, перш ніж Макс вдається вивести з ладу свого брата.

### 3 сезон
Стів закінчив старшу школу і працює в Scoops Ahoy! кафе-морозиво в торговому центрі Starcourt з Робіном Баклі (Мая Гоук), колишньою однокласницею, яка часто дражнить його. Дастін, повернувшись із наукового табору й облаштував радіовежу для розмови зі своєю новою дівчиною Сьюзі в Юті, отримує допомогу від Стіва, щоб перекласти російське радіоповідомлення, яке він підслухав. Робін допомагає з перекладом, вказуючи місце в торговому центрі, а сестру Лукаса Еріку (Прія Ферґюсон) завербують, щоб вона проникла на сайт в обмін на безкоштовне морозиво. Стів, Робін, Дастін та Еріка знаходять таємну російську базу під торговим центром, яка намагається відкрити портал у Догори дном. Незважаючи на те, що Стів і Робін схоплені і піддані наркотикам, Дастін і Еріка допомагають врятувати їх і повернутися на поверхню, щоб попередити інших. Покидаючи наркотики, Стів визнає, що його приваблює Робін, і дізнається, що Робін лесбійка, але визнає її сексуальність. У наступній битві з Ловцем розуму Стів допомагає не дати одержимому Біллі протаранити машину, яку інші використовують, щоб відвести Одинадцять, і приєднується до решти, щоб відвернути Ловця розуму феєрверками, оскільки ворота на російській базі закриті. вниз. Після руйнування торгового центру в результаті битви Стів і Робін втрачають роботу в Scoops Ahoy! і отримати роботу в місцевому Family Video .

## У масовій культурі
Персонаж з'являється в Dead by Daylight як персонаж DLC разом з Ненсі Вілер як друга, яка вижила і на яку полює Демогоргон по всій лабораторії Гокінса.

## Прийом
Розвиток персонажів Стіва в другому сезоні серіалу був зустрінутий з визнанням і призвів до того, що Стів став улюбленим персонажем і улюбленцем критиків у шоу, а Джо Кірі отримав схвалення критиків за свою гру. Перехід від стереотипних хуліганів і лотаріо до турботливого та захисного персонажа був схвалений критиками та глядачами. Шанувальникам, зокрема, сподобалася його нова дружба з Дастіном Гендерсоном і його захисний спосіб доглядати за дітьми, що призвело до того, що багато шанувальників називали його «мама Стів».
Розвиток персонажа продовжився в третьому сезоні з представленням його колеги Робіна Баклі. Хімія між Кірі та Маєю Гоук була схвалена критиками, як і розвиток нової комедійної сторони персонажа Стіва. Зокрема, позитивна реакція Стіва на те, що Робін стала лесбійкою у 80-х, була оцінена за її вдумливість і розуміння.

## Відносини з персонажами
1. Дастін Хендерсон  
В 1984 році Дастін попросив Стіва допомогти приборкати Демодога після того, як не знайшов Ненсі та Майка в будинку Вілерів. Наступного дня Стів дав Дастіну поради щодо побачень. Невдовзі хлопці створюють братські відносини, і Дастін проголошує, що Стів був чудовим, спостерігаючи, як той б’ється з Демодогами на звалищі. Дастін вболівав за Стіва, коли той бився з Біллі. Стів протестував проти того, щоб діти йшли під систему тунелів, але неохоче погодився після того, як Дастін сказав, що він може їх убезпечити. Коли план закрити Ворота втілювався в життя, Стів захистив Дастіна від Демодогів. Через місяць Стів подарував Дастіну свій лак для волосся, і Дастін використав його на своєму волоссі для Сніжного балу. Через шість місяців, влітку 1985 року, Стів і Дастін стали найкращими друзями. Пояснивши, що він вловив російську мову на своєму саморобному радіо, Дастін запросив Стіва допомогти йому перекласти, щоб зупинити росіян. Коли їхні спроби перекласти зазнали невдачі, саркастична колега Стіва, Робін Баклі, запропонувала свою допомогу, оскільки вона вільно володіла кількома мовами, зрештою виявивши росіян, які доставляли пакунки в задній частині торговельного центру з високим рівнем безпеки.  Потрапивши в кімнату за допомогою Еріки Сінклер, Дастін залишився поруч зі Стівом, коли Стів відкриває коробку з невідомими хімікатами, не бажаючи його смерті, що зворушило Стіва. Коли їх помітили росіяни, Стів разом із Робіном допоміг Дастіну та Еріці втекти, перш ніж Дастін сказав йому, що повернеться за ним. Зрештою Дастін прийшов на допомогу Стіву та Робіну та допоміг їм втекти з російської бази, водночас захищаючи їх. 
Через вісім місяців, навесні 1986 року, їхня дружба залишилася стабільною, хоча Стів відчував легкі ревнощі через те, що Дастін, який тепер навчається на першому курсі Хокінс Хай, почав дружити з старшокласником, Едді Мансоном. Спроби Дастіна залучити Стіва замість Лукаса для їхньої кампанії D&D були невдалими. Коли понівечене тіло Кріссі Каннінгем було виявлено в трейлері Едді, Дастін і Макс отримали доступ до комп’ютера магазину, що дуже розлютило Стіва. Коли Стів саркастично назвав Едді новим найкращим другом Дастіна, Дастін наполягав, що він ніколи цього не казав. Але Стів все ж таки допоміг Дастіну, Макс та Робін вистежити Едді біля озера. Поки Стів, Ненсі, Робін і Едді подорожували Навиворотом, Едді розповів, що Дастін постійно хвалив Стіва, на велике здивування останнього, показуючи, що Дастін цінує Стіва.
2. Ненсі Вілер 
Стів і Ненсі почали зустрічатися незадовго до зникнення Вілла Байєрса. Хоча Ненсі спочатку вважала, що Стів несерйозно ставиться до їхніх стосунків, виявилося, що це не так. По правді кажучи, Стів дуже любив Ненсі, стверджуючи, що вона «не така, як інші дівчата». Однак, вони віддалилися через зникнення подруги Ненсі Барбари Голланд. Коли Стів відвідав її будинок, щоб перевірити її стан, він побачив, як Ненсі та Джонатан разом у її кімнаті, що змусило його повірити, що вона зраджує. Коли Ненсі зіткнулася з ним, Стів дав їй можливість пояснити, але через надзвичайний характер подій вона не змогла цього зробити. Усвідомивши свої помилки, він пішов до будинку Баєрсів, щоб вибачитися. Там він несподівано допоміг Ненсі та Джонатану битися з Демогоргоном. Через місяць після цих подій Стів і Ненсі знову зійшлися. Вони зустрічалися майже рік, коли їхні стосунки знову опинилися під загрозою; не будучи більше в змозі нести провину за смерть Барб, Ненсі сказала Стіву, що вони повинні сказати Голландам правду. Стів відхилив цю ідею, нагадавши їй, що це поставило б їх та їхні родини в небезпеку. На вечірці Ненсі оп’яніла, що змусило її сказати, що вона не відчуває до нього почуттів. Це емоційно пригнічило Стіва, і наступного дня він розлучився з нею. Зрештою він примирився з почуттями Ненсі до Джонатана і сказав їй, що вона повинна бути з ним. 
Влітку 1985 року, коли Робін запитала, чи відчуває він досі почуття до Ненсі, Стів відповів, що ні, бо вважає її другом. 
Навесні 1986 року Стів знову відчував почуття до Ненсі. Вони разом працювали над таємницею будинку Крілів. Коли Стів пірнув у воду, Ненсі першою пірнула за ним і допомогла йому. Пізніше Стів зізнався, що він мріяв про те, щоб одного разу Ненсі була поруч із ним, коли він подорожуватиме країною на фургоні з 6 дітьми.
3. Робін Баклі 
Приблизно в 1984 році Стів відвідував урок історії міс Клік разом із другокурсницею Робін Баклі в середній школі Гокінса. Хоча Стів не знав її під час навчання в школі, Робін неймовірно не любила Стіва через те, що він запізнювався на уроки, створював безлад і ненавмисно змушував її кохану, Теммі Томпсон, ігнорувати дівчину. Рік потому, влітку 1985 року, батько змушує Стіва працювати в новозбудованому кафе-морозиво Scoops Ahoy в торговому центрі Starcourt Mall разом з Робін, оскільки він не має оцінок для вступу до коледжу. Спочатку Робін отримує радість, спостерігаючи, як Стів не справляє враження на клієнтів і не закінчує школу, тоді як Стів не любив Робін за різку поведінку та ставлення до нього. Однак, незабаром Стів і Робін почали дружити. У полоні для допиту росіянами видно, що Робін і Стів піклуються про благополуччя одне одного та насолоджуються товариством одне одного, розмовляючи та сміючись разом, перебуваючи наодинці. Після порятунку дует поділився емоційним моментом на підлозі ванної кімнати, де Стів вирішив зізнатися у коханні до Робін. Робін каже йому, що хоча він їй дуже подобається як друг, її серце належить однокласниці на ім’я Теммі Томпсон. Хоча спочатку Стів був шокований, він приймає Робін такою, яка вона є. Після битви в торговому центрі Starcourt вони залишилися кращими друзями, а через три місяці разом знаходять нову роботу в Family Video, а Робін допомагає Стіву отримати цю роботу.
4. Джонатан Баєрс 
Оскільки Джонатан і Стів були  протилежностями як за популярністю, так і за особистістю, Стів розглядав його як ізгоя. Коли він бачить Джонатана та Ненсі разом у її кімнаті (не усвідомлюючи ситуації), наступного дня разом із Керол, Томмі та Ніколь написав жахливі образи про них у графіті на шатрі театру та в алеї. Коли Джонатан і Ненсі стикаються з ним, Стів починає жорстоко знущатися з нього, поки Джонатан не розізлиться і не почне бити Стіва. Після втечі від поліції, побитий і в синцях, Стів усвідомлює, що Томмі та Керол жахливі люди, і їде до Байєрсів, щоб вибачитися. І встряє у бійку Ненсі та Джонатана з Демогоргоном. Через місяць Стів і Ненсі дарують Джонатану нову камеру на Різдво.
Через рік, у 1984 році, було показано, що Стів і Джонатан все ще ладнають. Під час вечірки Ненсі п'яна зізнається, що не кохає Стіва, через що він просить Джонатана відвезти її додому, демонструючи, що він йому довіряє. Він визнає, що не підходив для Ненсі, і дозволяє їй відчути свої почуття до Джонатана. У 1986 році Стів виглядає щасливим, побачивши, що Джонатан возз’єднується з Ненсі, але також він засмучений, оскільки знову почав відчувати почуття до Ненсі.
5. Макс Мейфілд 
Макс і Стів мають дружні відносини одне з одним. У 1984 році Макс вперше зустріла Стіва, коли Дастін і Лукас шукали Дарта. Пізніше тієї ночі Макс і Стів разом з іншими допомогли зачинити ворота. Стів вирішив подбати про Макс та її друзів. Однак прийшов зведений брат Макс Біллі і почав жорстоко бити Стіва. Макс, схопивши шприц із заспокійливим, вкола Біллі в шию і стала на захист Стіва. У 1986 році Макс і Дастін звертаються до Стіва і Робін Баклі, щоб вони допомогли розшукати Едді. Макс передає Стіву листа, показуючи, що їхня дружба для неї щось значить. Коли годинник Векни дзвонить чотири рази, Стів відчуває жах, коли розуміє, що Макс, можливо, більше немає.
6. Едді Мансон 
У Едді та Стіва були моменти, коли вони сваритися. Через деякий час вони відкрилися один одному, обговорюючи свої суперечливі почуття гніву один до одного.  Спостерігаючи, як Стів пірнає в озеро, незважаючи на ризики, Едді зізнався Стіву, що він краща людина, ніж хлопець спочатку думав про нього. Він навіть зробив йому комплімент, порівнявши його з «Оззі Осборном». Едді також подарував Стіву свою джинсову куртку, щоб він мав що одягнути та захистити свої рани на грудях.

## Цікаві факти
1. Хоча Стіва вважали повторюваним персонажем протягом першого сезону, він з’являвся у всіх восьми епізодах, перш ніж його підвищили до регулярного персонажа, починаючи з другого сезону.
2. Бита з шипами, яку Стів використовує протягом перших двох сезонів, спочатку не належала йому; Ненсі забрала биту та навчилася розмахувати нею у своєму гаражі у 1 сезоні, а пізніше Джонатан додав до неї шипи.
3. Брати Даффери розповіли, що дружба Стіва та Дастіна у другому сезоні була несподіваною, оскільки вона ніколи не планувалася до виробництва та розвивалася під час написання епізодів.
4. Другий, третій і четвертий сезони часто змушують Стіва працювати з Дастіном або захищати Партію, що принесло йому прізвисько «няня» від шанувальників «Дивних див».
5. Стів каже, що його улюблений фільм «Зоряні війни» — « Повернення джедая» , або, як він його називає, «той із плюшевими ведмедиками». Цілком можливо, що Дастін познайомив його з серіалом і тому у них є удавані бої на світлових мечах.
6. Стів стверджував, що був сертифікованим рятувальником з 1983 року. Хоча цей факт здається випадковим, оскільки спочатку хлопець збирався стати зірковим плавцем. Джо Кірі заявив, що тренувався плавати за шість тижнів до початку першого сезону. 
7. За винятком одного епізоду 2 сезону, він з’являвся в усіх його епізодах.